# Katrina and the Waves
Katrina and the Waves byla britská rocková skupina založená v roce 1981 v Cambridge. Proslavila se díky svému hitu „Walking on Sunshine“ z roku 1985. V roce 1997 vyhráli Eurovision Song Contest s písní „Love Shine a Light“.
V roce 1999 se ve skupině začaly prohlubovat neshody. Ve stejném roce skupinu opustila zpěvačka Katrina Leskanich. Následně se zbylí členové rozhodli pro zánik skupiny. Následně se začali věnovat sólovým kariérám. Mezi lety 2010 až 2013 skupina několikrát uspořádala společný koncert.

## Členové
- Katrina Leskanich – zpěv, rytmická kytara
- Kimberley Rew – zpěv, sólová kytara
- Vince de la Cruz – basová kytara
- Alex Cooper – bicí

## Diskografie

### Studiová alba
- Shock Horror (1982)
- Walking on Sunshine (1983)
- Katrina and the Waves 2 (1984)
- Katrina and the Waves (1985)
- Waves (1986)
- Break of Hearts (1989)
- Pet The Tiger (1991)
- Edge of the Land (1993)
- Turnaround (1994)
- Walk on Water (1997)